# Detlef Brandes
Detlef Brandes (* 1. Mai 1941 in Berlin) ist ein deutscher Historiker und Professor an der Heinrich-Heine-Universität Düsseldorf. Dort leitete er bis Mitte 2008 das Institut für Kultur und Geschichte der Deutschen im östlichen Europa.

## Leben
Brandes studierte von 1960 bis 1967 Geschichte, Slawistik, Germanistik und Politische Wissenschaften in München, ferner erwarb er 1965 das Übersetzerdiplom im Fach Russisch. Nach seiner Promotion im Jahre 1968 arbeitete er bis 1972 am Collegium Carolinum, Forschungsstelle für die böhmischen Länder, in München. Anschließend wirkte er bis 1984 an der Freien Universität Berlin, zunächst als Referent im Präsidialamt und dann als Wissenschaftler am Osteuropa-Institut, wo er sich 1984 auch habilitierte. Von 1985 bis 1988 bearbeitete er als Stipendiat der Deutschen Forschungsgemeinschaft ein Projekt zum Thema „Kolonisten in Neurussland und Bessarabien 1751–1914“. Einer Anstellung am Bundesinstitut für ostdeutsche Kultur und Geschichte in Oldenburg 1990/91 folgte 1991 die Berufung als Professor an die Heinrich-Heine-Universität Düsseldorf, wo Brandes das Institut für Kultur und Geschichte der Deutschen im östlichen Europa aufbaute. Ferner wirkte er als Gastprofessor in Italien am Europäischen Hochschulinstitut in Florenz (1984), in den USA an der Columbia University (1984/85) und der Stanford University (1988/89) sowie in Japan am Slavic Research Center in Sapporo (1989). Als Lehrstuhlinhaber in Düsseldorf rief er zusammen mit tschechischen Kollegen ein Förderprogramm des Deutschen Akademischen Austauschdienstes (DAAD) zum Aufbau des 1993 gegründeten Zentrums für deutsche und österreichische Studien (heute Lehrstuhl für deutsche und österreichische Studien) an der Karls-Universität Prag ins Leben und war maßgeblich am Zustandekommen der Partnerschaft zwischen der Heinrich-Heine-Universität und der Karls-Universität beteiligt.

## Forschungsschwerpunkte
Brandes ist unter anderem Experte für die deutsch-tschechischen Beziehungen. Seine Dissertation verfasste er über deutsche Besatzungspolitik, Kollaboration und Widerstand im Protektorat Böhmen und Mähren bis 1942, danach veröffentlichte er einen Fortsetzungsband zum selben Thema für die Zeit von 1942 bis zum Kriegsende. In seiner Habilitationsschrift über Großbritannien und seine osteuropäischen Alliierten in den Jahren 1939 bis 1943 beschäftigte er sich mit der Politik der Exilregierungen Polens, der Tschechoslowakei und Jugoslawiens unter anderem hinsichtlich der Vertreibung und Zwangsaussiedlung der Deutschen aus dem östlichen Europa – ein Thema, das er in einer Studie über die Pläne zur Zwangsaussiedlung der Deutschen aus Polen und der Tschechoslowakei wieder aufgriff. In einer jüngeren Monographie widmet er sich der Geschichte der Sudetendeutschen in der Zeit vor dem Münchner Abkommen. Ein weiteres Forschungsfeld von Brandes bildet die Geschichte der Deutschen in Russland und der Sowjetunion, wobei vor allem die deutschen Kolonisten und Balkansiedler in Neurussland und Bessarabien in der Zeit von 1751 bis 1914 sowie die Sibiriendeutschen in der Sowjetunion im Mittelpunkt stehen.

## Mitgliedschaften (Auswahl)
Brandes ist Mitglied des Collegium Carolinum, Forschungsstelle für die böhmischen Länder, in München, der Deutsch-tschechischen und Deutsch-slowakischen Historikerkommission sowie der Deutsch-tschechischen Schulbuchkommission und der Wissenschaftlichen Kommission für die Deutschen aus Russland und GUS.

## Ehrungen
2001 verlieh ihm die Karls-Universität Prag die Ehrendoktorwürde, 2003 erhielt er von der Akademie der Wissenschaften der Tschechischen Republik die Palacký-Medaille für Verdienste um die Gesellschaftswissenschaften.

## Schriften (Auswahl)
- Die Tschechen unter deutschem Protektorat. Teil I: Besatzungspolitik, Kollaboration und Widerstand im Protektorat Böhmen und Mähren bis Heydrichs Tod (1939–1942). Oldenbourg, München/Wien 1969, ISBN 3-486-43041-6.
- Die Tschechen unter deutschem Protektorat. Teil II: Besatzungspolitik, Kollaboration und Widerstand im Protektorat Böhmen und Mähren von Heydrichs Tod bis zum Prager Aufstand (1942–1945). Oldenbourg, München/Wien 1975, ISBN 3-486-43861-1.
- Großbritannien und seine osteuropäischen Alliierten 1939–1943. Die Regierungen Polens, der Tschechoslowakei und Jugoslawiens im Londoner Exil vom Kriegsausbruch bis zur Konferenz von Teheran. Oldenbourg, München/Wien 1988, ISBN 3-486-54531-0.
- Von den Zaren adoptiert. Die deutschen Kolonisten und die Balkansiedler in Neurussland und Bessarabien 1751–1914. R. Oldenbourg Verlag, München 1993, ISBN 3-486-56014-X.
- (mit Margarete Busch und Kristina Pavlović): Bibliographie zur Geschichte und Kultur der Russlanddeutschen. Band 1: Von der Einwanderung bis 1917. R. Oldenbourg Verlag, München 1994, ISBN 3-486-56070-0.
- (mit Viktor Dönninghaus): Bibliographie zur Geschichte und Kultur der Russlanddeutschen. Band 2: Von den Revolutionen von 1917 bis zur Gegenwart. R. Oldenbourg Verlag, München 1999, ISBN 3-486-56134-0.
- (mit Andrej Savin): Die Sibiriendeutschen im Sowjetstaat 1919–1938. Klartext, Essen 2001, ISBN 3-88474-975-7.
- Der Weg zur Vertreibung 1938–1945. Pläne und Entscheidungen zum „Transfer“ der Deutschen aus der Tschechoslowakei und aus Polen. Oldenbourg, München 2001, ISBN 3-486-56520-6; 2. überarbeitete und erweiterte Auflage, R. Oldenbourg, München 2005, ISBN 3-486-56731-4 (eingeschränkte Vorschau).
- Die Sudetendeutschen im Krisenjahr 1938. R. Oldenbourg, München 2008, ISBN 3-486-58742-0.
- Hrsg. zusammen mit Holm Sundhaussen, Stefan Troebst: Lexikon der Vertreibungen. Deportation, Zwangsaussiedlung und ethnische Säuberung im Europa des 20. Jahrhunderts. Böhlau, Wien/Köln/Weimar 2010, ISBN 978-3-205-78407-4.
- Flucht und Vertreibung (1938–1950). In: Europäische Geschichte Online, hrsg. vom Institut für Europäische Geschichte (Mainz), 2011.
- „Umvolkung, Umsiedlung, rassische Bestandsaufnahme“. NS-„Volkstumspolitik“ in den böhmischen Ländern. Oldenbourg, München 2012, ISBN 978-3-486-71242-1.
- (mit Edita Ivaničková, Jiří Pešek): Flüchtlinge und Asyl im Nachbarland. Die Tschechoslowakei und Deutschland 1933 bis 1989. Klartext, Essen 2018, ISBN 978-3-8375-1905-1.